# Kurs-Gewinn-Verhältnis
Das Kurs-Gewinn-Verhältnis (KGV; englisch price-to-earnings ratio, PER oder P/E) ist in der Aktienanalyse und der Fundamentalanalyse eine betriebswirtschaftliche Kennzahl, bei welcher der Börsenkurs einer Aktie dem Gewinn je Aktie gegenübergestellt wird.

## Allgemeines
Auf dem Aktienmarkt spielen bei der Fundamentalanalyse verschiedene Kennzahlen eine Rolle, die aus Unternehmensdaten gewonnen werden können. Die Dividende wird bei der Aktienrendite oder der Dividendenrendite zugrunde gelegt, der Jahresüberschuss beim Kurs-Gewinn-Verhältnis, der Buchwert beim Kurs-Buchwert-Verhältnis, die Umsatzerlöse beim Kurs-Umsatz-Verhältnis und der Cashflow beim Kurs-Cash-Flow-Verhältnis. Diese Daten können Grundlage für eine Kauf-, Halte- oder Verkaufsentscheidung von Anlegern sein.
Das KGV kann für eine einzelne Aktie, für einen ganzen Wirtschaftszweig oder für den gesamten Aktienmarkt errechnet werden. Dabei kann durch Vergleich des KGV einer Aktie mit einem durchschnittlichen KGV des Wirtschaftszweigs auf das Kursniveau der Aktie geschlossen werden. Neben dem Börsenkurs dienen auch die Dividende, das Betriebsergebnis, der Gewinn je Aktie oder der EBIT pro Aktie zur Ermittlung der Kennzahl.

## Berechnung
Das KGV ist der Quotient aus dem Börsenkurs {\displaystyle K} geteilt durch den Gewinn je Aktie {\displaystyle G}:
{\displaystyle {\text{KGV}}={\frac {K}{G}}\,}.
Der Gewinn je Aktie, auch mit EPS für earnings per share abgekürzt, ist der Jahresüberschuss einer Aktiengesellschaft dividiert durch die Gesamtstückzahl des umlaufenden Streubesitzes. Anstelle des Gewinns je Aktie kann auch die ausgeschüttete Dividende oder der EBIT je Aktie genommen werden. Das KGV sagt aus, wie viele Jahre die Aktiengesellschaft in Zukunft denselben Gewinn je Aktie erzielen muss, bis der gegenwärtige Kurswert erreicht ist. Es können jedoch keine Aussagen über künftige Gewinnchancen getroffen werden.
Alternativ kann das KGV durch Gegenüberstellung des Gewinns mit der Marktkapitalisierung {\displaystyle mc} ermittelt werden:
{\displaystyle {\text{KGV}}={\frac {mc}{G}}\,}.

## Berechnungsbeispiele
Beispiel 1
Der aktuelle Kurs einer Aktie betrage 50 €. Im letzten Geschäftsjahr ist ein Gewinn von 4 € je Aktie erzielt worden. Es ergibt sich also:
{\displaystyle {\text{KGV}}={\frac {50}{4}}=12{,}5\,}.
Diese Kennziffer sagt aus, mit welchem Vielfachen des Ergebnisses des letzten Geschäftsjahres eine Aktie an der Börse bewertet wird. Eine andere Sichtweise auf das KGV gibt an, wie viele Jahre es dauert, bis das Unternehmen den Wert seiner Aktien als Gewinn erwirtschaftet hat. In diesem Fall 12,5 Jahre. Würde das Unternehmen jedes Jahr 4 Euro Gewinn pro Aktie erwirtschaften, würde es 12,5 Jahre dauern, bis 50 Euro (Wert einer Aktie) erwirtschaftet wären. Das wäre beispielsweise der Fall, wenn das Unternehmen 16 Mio. Gewinn erwirtschaftet und 4 Mio. Aktien ausgegeben hätte. Folglich ist für einen Aktienkauf das KGV umso besser, je kleiner es ist.
Beispiel 2
Der aktuelle Kurs einer Aktie betrage 50 €. Analysten erwarten für das kommende Geschäftsjahr einen Gewinn von 5 € je Aktie. Es ergibt sich also:
{\displaystyle {\text{KGV}}={\frac {50}{5}}=10\,}.
Diese Kennziffer sagt aus, mit welchem Vielfachen ihres erwarteten Ergebnisses eine Aktie an der Börse bewertet wird.
Bewertung
Das KGV besagt, wie oft der Gewinn im aktuellen Kurs einer Aktie enthalten ist oder nach wie vielen Jahren der Gewinn den Preis der Aktie „bezahlt“ hat. Würde die Aktie oben konstant vier Euro Gewinn erwirtschaften, so wären nach 12,5 Jahren insgesamt 50 Euro Gewinn zusammengekommen. Durch den Anstieg um einen Euro verkürzt sich die Frist auf zehn Jahre.
Diese Deutung gilt jedoch nicht mehr, wenn das Unternehmen Verluste erwirtschaftet. Denn nach der Definition ist das KGV somit negativ, und die Aktie würde niemals durch den Gewinn „bezahlt“ werden können. Um diese Definitionslücke für Werte <0 zu umgehen, wird anstatt des Gewinns oft der Kapitalfluss (so genannter Cash-Flow) errechnet und alternativ das Kurs-Cash-Flow-Verhältnis KCV oder KCF verwendet.

## Varianten
Beim KGV gibt es in der US-amerikanischen Fachliteratur zwei Varianten, bei denen der Gewinn in obiger Formel durch andere Größen ersetzt wird:
- Trailing P/E: Berücksichtigt Gewinne der letzten zwei oder drei Quartale {\displaystyle G_{q}} aus fortgeführten Aktivitäten[5]

{\displaystyle {\text{KGV}}={\frac {K}{G_{q}}}\,}.
- Forward P/E: Berücksichtigt den prognostizierten Jahresüberschuss des nächsten Geschäftsjahres {\displaystyle G_{p}}:[6]

{\displaystyle {\text{KGV}}={\frac {K}{G_{p}}}\,}.
Beide Varianten unterscheiden sich dadurch, dass die „Trailing P/E“ die Ertragslage der Vergangenheit beinhaltet und „Forward P/E“ die künftig prognostizierte Ertragskraft berücksichtigt.
Variationen der standardmäßigen nachlaufenden und vorwärts gerichteten KGVs sind üblich. Im Allgemeinen ersetzen alternative KGV-Messgrößen verschiedene Einkommensmessgrößen, wie etwa außergewöhnliche Ereignisse oder einmalige Gewinne oder Verluste. Die Definitionen sind deshalb nicht standardisiert. Für Unternehmen, die Verluste machen oder deren Gewinn sich dramatisch ändern wird, kann stattdessen ein „primäres KGV“ verwendet werden, basierend auf den Gewinnprognosen für die nächsten Jahre, auf die eine Abschlagsberechnung angewendet wird.

### Shiller-Kurs-Gewinn-Verhältnis

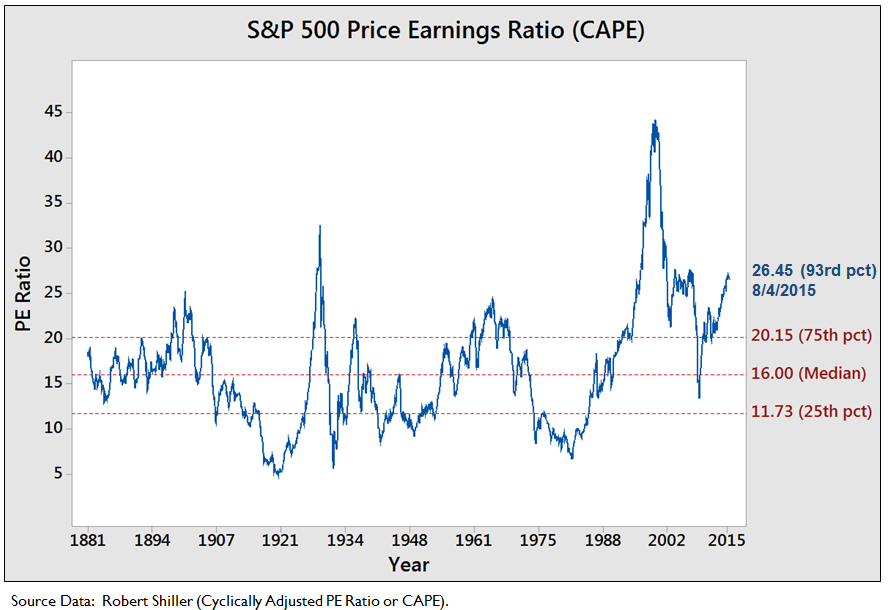
Shiller-KGV für den SP500. Vor Marktübertreibungen war das Shiller-KGV oft hoch

Der Nobelpreisträger Robert J. Shiller verfeinerte das KGV, indem er beim Gewinn {\displaystyle G} den inflationsbereinigten Durchschnitt der letzten zehn Jahre zugrunde legte (englisch Cyclically Adjusted Price-to-Earnings Ratio, CAPE), um stark schwankende und zufällige Gewinne zu glätten. Vor allem bei der Asset Allocation wird dieses KGV herangezogen, um auf die durchschnittliche Marktrendite der kommenden zehn Jahren zu schließen. Diese Kennzahl wird auch als Shiller-KGV (englisch P/E 10 ratio, Shiller P/E) bezeichnet. Das Shiller-KGV wird für langfristige Investitionsstrategien herangezogen, um Überbewertungen durch zum Beispiel Spekulationsblasen zu erkennen.
Um das Leitzinsumfeld zu erfassen, formulierte Shiller den Excess CAPE Yield.

## Gewinnrendite und Marktzins
Die Gewinnrendite ist der Kehrwert des KGV in Prozent ausgedrückt, also der Gewinn je Aktie geteilt durch den Aktienkurs. Die Gewinnrendite kann somit als Verzinsung der Aktie interpretiert werden. Das KGV des Aktienmarkts wird auch vom herrschenden Zinsniveau beeinflusst. Da Kapitalanleger Anlagemöglichkeiten mit höchster Rendite bevorzugen, kommt es zu einem Ausgleich der Renditen nach dem Gesetz von Angebot und Nachfrage durch sogenannte Arbitrage-Geschäfte. Der Kurswert der Aktien passt sich demnach so an, dass der Kehrwert des KGV sich am herrschenden Zinssatz, bereinigt um Risikoaufschläge, orientiert.
Senkt die Zentralbank den Leitzins, so führt dies mit einer gewissen Zeitverzögerung ceteris paribus zu steigenden KGV: die Aktienkurse steigen. Wird der Leitzins angehoben, so sinken dementsprechend die KGV und damit die Aktienkurse.
Zusätzlich kann der Zinssatz durch die Fremdkapitalkosten die Gewinne des Unternehmens und damit auch das KGV beeinflussen und den oben erläuterten Effekt verstärken.

## Aussagekraft
Das KGV ist eine der meistgebrauchten Kennziffern zur Aktienbewertung. Seine Anwendung ist jedoch komplizierter, als es die oben wiedergegebene Formel vermuten lässt.
- Gewinne können nicht einfach in die Zukunft fortgeschrieben werden. Konjunkturschwankungen sind ebenso zu berücksichtigen wie Auswirkungen innerbetrieblicher Veränderungen sowie Veränderungen im Wettbewerb (Preiswettbewerb), im Konsumverhalten, der Zinsentwicklung und Produktlebenszyklen etc. Auch unberechenbare Faktoren wie Wetter und politische Entscheidungen anderer Wirtschaftssubjekte, also Veränderungen des Umweltzustands, spielen in manchen Branchen eine Rolle.
- Einmalige außerordentliche Erträge und Aufwendungen sind ebenso zu ignorieren wie vorübergehende Schwankungen des Steuersatzes.
- Bei unsicherer Schätzung sind Risikoabschläge vorzunehmen (auf Schrumpfmärkten oder bei Marktsättigung). Bei sicheren Wachstumsperspektiven (Wachstumsmarkt, Zukunftsmarkt) ist dagegen ein KGV-Aufschlag möglich.
- Die Höhe der Gewinne ist in gewissen Grenzen durch Bildung und Auflösung stiller Rücklagen oder Rückstellungen sowie durch Veränderung von Zahlungsbedingungen manipulierbar. Eine zusätzliche Analyse des Cash-Flow kann hierüber Aufschluss geben.
- Das KGV beschreibt die aktuelle Ertragslage des Unternehmens, nicht die zukünftige Ertragskraft. Möglicherweise hat ein Unternehmen, das heute wenig Gewinn erwirtschaftet, weil Investitionen in die Produktentwicklung fließen, eine bessere Zukunftsperspektive als ein ähnliches Unternehmen, das zwar mehr Gewinn erwirtschaftet, aber die Produktentwicklung vernachlässigt.
- Aktiengesellschaften weisen in Pressemeldungen unterschiedliche Gewinnkennzahlen aus, zum Beispiel mit oder ohne konzernfremde Gewinnanteile. Manchmal wird nur der Gewinn vor Steuern oder vor Steuern und Zinsen (EBIT) genannt. Für das KGV ist der Gewinn je Aktie nach Abzug von Zinsaufwand, Steuern und konzernfremden Gewinnanteilen relevant.
- Zu berücksichtigen ist auch, ob der aktuelle Aktienkurs bei der Berechnung verwendet wurde oder ein Durchschnittswert.

Das KGV kann nur unter Berücksichtigung dieser Aspekte richtig eingestuft werden.

## KGV nach Zeitablauf, Land und Branche
Die Kurs-Gewinn-Verhältnisse schwanken stark, je nachdem, welche Länder, Branchen und Jahre betrachtet werden. Gründe für die Unterschiede liegen in den Chancen/Risiken der Aktien und dem Zins- und Preisniveau.
Im deutschen Aktienmarkt galten in den 1970er und 1980er Jahren KGVs von 8 als billig und von 15 als teuer. Seit den 1990er Jahren schwanken die KGVs von 12 bis 25 in Bezug auf den Gesamtmarkt. Bei den 30 DAX-Werten liegt das KGV im historischen Durchschnitt bei 14,6. Dagegen betrug das KGV Ende 2008 weniger als 10.

## Wirtschaftliche Aspekte
Je niedriger der KGV-Wert ist, umso größer ist das Kurspotenzial nach oben und umgekehrt. Bei einem KGV von <15 liegt ein Underperformer vor, der eine Kaufempfehlung rechtfertigt, bei >22 sollte für den Outperformer eine Verkaufsempfehlung abgegeben werden. Das Marktrisiko steigt mit zunehmendem KGV-Wert. Aktien mit niedrigem KGV sind Aktien mit hohem KGV vorzuziehen. Allerdings sind diese Feststellungen betriebswirtschaftlich nicht ganz sicher, denn der KGV-Wert alleine sagt nichts über das Kurspotenzial einer Aktie aus. Zudem schwankt das KGV-Niveau je nach Wirtschaftszweig und Staat. Verkaufen alle Aktionäre bei einem hohen KGV, sinkt ceteris paribus der Kurs, und das KGV beginnt zu fallen, wodurch es wieder attraktiv wird, ohne dass sich die Ertragslage des Unternehmens verändert hätte. Empirische Untersuchungen haben ergeben, dass Aktien mit einem niedrigen KGV eine höhere Dividendenrendite erzielen als Aktien mit einem hohen KGV-Wert. Zwischen dem KGV und der Performance besteht lediglich eine geringe positive Korrelation. Das KGV kann nur im Zusammenhang mit anderen Kennzahlen wie Unternehmensdaten (Fundamentaldaten) und Kurstrends Kauf-, Halte- oder Verkaufsentscheidungen vorbereiten.